# 무라코시 가이가
무라코시 가이가(일본어: 村越 凱光, 2001년 10월 7일~)는 일본의 축구 선수이다.

## 구단 경력
그는 2020년 J2리그의 마쓰모토 야마가 FC에 입단했다. 2021년후 J3리그에 강등했다. 2022년 6월 일본 풋볼 리그의 라인미어 아오모리로 임대 이적했다. 2023년 마쓰모토 야마가 FC로 복귀했다.